# Yancheng
Yancheng is een stad in de gelijknamige prefectuur in het oosten van de oostelijke provincie Jiangsu, Volksrepubliek China. Yancheng grenst in het noorden aan Lianyungang, in het westen aan Huai'an, in het zuidwesten aan Yangzhou en Taizhou, in het zuiden aan Nantong en in het oosten aan de Gele Zee.
Bij de volkstelling van 2020 had de stad 1.353.475 inwoners. De prefectuur had 7.709.629 inwoners. Yancheng is met 15.864 km2 de prefectuur met de grootste oppervlakte van alle prefecturen van de provincie Jiangsu.
Het stadscentrum, administratief ingedeeld in de districten Tinghu en Yandu ligt iets meer landinwaarts dan het voorstedelijke district Dafeng. Zuidelijker ligt de satellietstad Dongtai. In het noorden van de stadsprefectuur liggen vijf meer rurale arrondissementen.
Yancheng, letterlijk "zoutstad", is vernoemd naar de zeezoutoogstvelden rond de stad. Volgens historische gegevens begon de collectie en de productie van zeezout in de regio al in 119 voor Christus, tijdens de Westelijke Han-dynastie, de nederzetting op de huidige locatie van Yancheng werd Yandu genoemd.
Aan de kustlijn bevindt zich de werelderfgoedsite Trekvogelreservaten langs de kust van de Gele Zee en de Golf van Bohai.

## Bestuurlijke indeling
De stadsprefectuur bestaat uit negen administratieve onderindelingen, drie districten, vijf arrondissementen en een stadsarrondissement, de satellietstad Dongtai. In onderstaande tabel de bevolkingscijfers van de census van 2010.
| Kaart | Kaart               | Kaart  | Kaart          | Kaart     | Kaart       | Kaart   |
| --- | ------------------- | ------ | -------------- | --------- | ----------- | ------- |
| Tinghu district Yandu district Dafeng district Xiangshui arrondissement Binhai arrondissement Funing arrondissement Sheyang arrondissement Jianhu arrondissement Dongtai stadsarr. Gele Zee |                     |        |                |           |             |         |
| Stadsdeel | Bestuursvorm        | Hanzi  | Pinyin         | Inwoners  | Oppervlakte | Inw/km² |
| Stadscentrum |                     |        |                |           |             |         |
| Tinghu | district            | 亭湖区 | Tínghú Qū      | 904.417   | 1.072,25    | 843,48  |
| Yandu | district            | 盐都区 | Yándū Qū       | 711.300   | 1.050,32    | 677,22  |
| Voorstedelijk |                     |        |                |           |             |         |
| Dafeng | district            | 大丰区 | Dàfēng Qū      | 707.069   | 3.008,08    | 235,06  |
| Landelijk |                     |        |                |           |             |         |
| Xiangshui | arrondissement      | 响水县 | Xiǎngshuǐ Xiàn | 509.524   | 1.473,80    | 345,72  |
| Binhai | arrondissement      | 滨海县 | Bīnhǎi Xiàn    | 956.162   | 1.949,60    | 490,44  |
| Funing | arrondissement      | 阜宁县 | Fùníng Xiàn    | 843.275   | 1.438,78    | 586,10  |
| Sheyang | arrondissement      | 射阳县 | Shèyáng Xiàn   | 896.639   | 2.605,72    | 344,10  |
| Jianhu | arrondissement      | 建湖县 | Jiànhú Xiàn    | 741.646   | 1.157,07    | 640,97  |
| Satellietstad |                     |        |                |           |             |         |
| Dongtai | stadsarrondissement | 东台市 | Dōngtái Shì    | 990.208   | 3.175,67    | 640,97  |
| Totaal | Totaal              | Totaal | Totaal         | 7.260.240 | 16.931,29   | 428,80  |